# Croton sublepidotus
Espèce
Croton sublepidotus est une espèce de plantes à fleurs du genre Croton et de la famille des Euphorbiaceae, présente au Brésil (Goiás, Piauí).
Il a pour synonyme :
- Oxydectes sublepidota, (Müll.Arg.) Kuntze